# Сестричка (повість)
«Сестричка» — повість Олі Русіної, яка увійшла до «Довгого списку» премії «Дитяча книга року ВВС-2012» та отримала нагороду «Дитячий вибір» на Міжнародному літературному фестивалі у Львові. Це була дебютна книга письменниці, яку вона видала у 16 років. Повість написана на реальних подіях, що трапилися з Олею та її сестрою Катею у дитинстві.

## Структура
Повість складається з 17 невеликих історій та трьох частин розповіді «Велика літня революція», що розташовані у хронологічному порядку.

## Сюжет
Головними героями сюжету є Ксеня, Марта та Артем — троє друзів-першокласників, що постійно вигадують нові витівки, аби змусити батьків та сестру Ксені понервувати. Події відбуваються протягом одного року, а за цей час встиг трапитись і лицарський турнір, і вступ Олі до АНС, і полювання на страх, і пошук небезпечного злочинця на території «закинутого» дитячого садка, і уроки з плавання прямо у квартирі. Словом, без пригод не обійшлось.

## Герої
Оля — головна героїня, від імені якої ведеться розповідь. Старша сестра Ксені.
Ксеня — сестра Олі, бешкетниця, через яку стаються усі пригоди.
Марта — подруга Ксені, співучасниця усіх витівок Ксені, сестра Артема.
Артем — друг Ксені та брат Марти. Ще один творець пригод дітей та халеп Олі.

## Літературне значення
«Сестричка» популяризує активний спосіб життя для дітей, які все більше й більше полюбляють проводити час удома на одинці з гаджетами, а також висвітлює стосунки між старшою та молодшою сестрами.